# تسويوشي أوغاتا
تسويوشي أوغاتا (باليابانية: 尾方剛؛ بالكانا: おがた つよし) هو عداء مسافات طويلة ياباني، ولد في 11 مايو 1973 في كومانو في اليابان.

## وصلات خارجية
- تسويوشي أوغاتا على موقع الاتحاد الدولي لألعاب القوى (الإنجليزية)
- تسويوشي أوغاتا على موقع اللجنة الأولمبية الدولية (الإنجليزية)
- تسويوشي أوغاتا على موقع أوليمبيديا (الإنجليزية)